# Saint-Michel-sur-Loire
Saint-Michel-sur-Loire ist eine ehemalige französische Gemeinde mit 703 Einwohnern (Stand 1. Januar 2020) im Département Indre-et-Loire in der Region Centre-Val de Loire. Sie gehörte zum Arrondissement Chinon. Die Bewohner werden Saint-Michellois und Saint-Michelloises genannt.
Der Erlass des Präfekten vom 30. September 2016 legte mit Wirkung zum 1. Januar 2017 die Eingliederung von Saint-Michel-sur-Loire als Commune déléguée zusammen mit den früheren Gemeinden Saint-Patrice und Ingrandes-de-Touraine zur neuen Commune nouvelle Coteaux-sur-Loire fest.

## Geografie
Saint-Michel-sur-Loire liegt etwa 27 Kilometer westsüdwestlich von Tours am rechten Ufer der Loire, sowie am parallel verlaufenden Flüsschen Lane. Im Norden streift der Fluss Roumer das Ortsgebiet, das Bestandteil des Regionalen Naturparks Loire-Anjou-Touraine ist.
Umgeben wird Saint-Michel-sur-Loire von den Nachbargemeinden und der anderen Commune déléguée von Coteaux-sur-Loire:
| Continvoir                       |                                             | Langeais |
|                                  | Kompassrose, die auf Nachbargemeinden zeigt |          |
| Saint-Patrice (Commune déléguée) | Bréhémont                                   |          |

## Bevölkerungsentwicklung
| Saint-Michel-sur-Loire: Einwohnerzahlen von 1793 bis 2020                                                                  | Saint-Michel-sur-Loire: Einwohnerzahlen von 1793 bis 2020 | Saint-Michel-sur-Loire: Einwohnerzahlen von 1793 bis 2020 | Saint-Michel-sur-Loire: Einwohnerzahlen von 1793 bis 2020 | Saint-Michel-sur-Loire: Einwohnerzahlen von 1793 bis 2020 |
| --- | --------------------------------------------------------- | --------------------------------------------------------- | --------------------------------------------------------- | --------------------------------------------------------- |
| Jahr |                                                           |                                                           |                                                           | Einwohner                                                 |
| 1793 | 1793                                                      |                                                           | 643                                                       | 643                                                       |
| 1800 | 1800                                                      |                                                           | 686                                                       | 686                                                       |
| 1806 | 1806                                                      |                                                           | 691                                                       | 691                                                       |
| 1821 | 1821                                                      |                                                           | 755                                                       | 755                                                       |
| 1831 | 1831                                                      |                                                           | 808                                                       | 808                                                       |
| 1836 | 1836                                                      |                                                           | 820                                                       | 820                                                       |
| 1841 | 1841                                                      |                                                           | 852                                                       | 852                                                       |
| 1846 | 1846                                                      |                                                           | 833                                                       | 833                                                       |
| 1851 | 1851                                                      |                                                           | 807                                                       | 807                                                       |
| 1856 | 1856                                                      |                                                           | 784                                                       | 784                                                       |
| 1861 | 1861                                                      |                                                           | 739                                                       | 739                                                       |
| 1866 | 1866                                                      |                                                           | 749                                                       | 749                                                       |
| 1872 | 1872                                                      |                                                           | 753                                                       | 753                                                       |
| 1876 | 1876                                                      |                                                           | 717                                                       | 717                                                       |
| 1881 | 1881                                                      |                                                           | 709                                                       | 709                                                       |
| 1886 | 1886                                                      |                                                           | 715                                                       | 715                                                       |
| 1891 | 1891                                                      |                                                           | 696                                                       | 696                                                       |
| 1896 | 1896                                                      |                                                           | 699                                                       | 699                                                       |
| 1901 | 1901                                                      |                                                           | 671                                                       | 671                                                       |
| 1906 | 1906                                                      |                                                           | 651                                                       | 651                                                       |
| 1911 | 1911                                                      |                                                           | 650                                                       | 650                                                       |
| 1921 | 1921                                                      |                                                           | 565                                                       | 565                                                       |
| 1926 | 1926                                                      |                                                           | 573                                                       | 573                                                       |
| 1931 | 1931                                                      |                                                           | 509                                                       | 509                                                       |
| 1936 | 1936                                                      |                                                           | 502                                                       | 502                                                       |
| 1946 | 1946                                                      |                                                           | 474                                                       | 474                                                       |
| 1954 | 1954                                                      |                                                           | 537                                                       | 537                                                       |
| 1962 | 1962                                                      |                                                           | 534                                                       | 534                                                       |
| 1968 | 1968                                                      |                                                           | 514                                                       | 514                                                       |
| 1975 | 1975                                                      |                                                           | 412                                                       | 412                                                       |
| 1982 | 1982                                                      |                                                           | 432                                                       | 432                                                       |
| 1990 | 1990                                                      |                                                           | 535                                                       | 535                                                       |
| 1999 | 1999                                                      |                                                           | 509                                                       | 509                                                       |
| 2006 | 2006                                                      |                                                           | 560                                                       | 560                                                       |
| 2013 | 2013                                                      |                                                           | 665                                                       | 665                                                       |
| 2020 | 2020                                                      |                                                           | 703                                                       | 703                                                       |
| Quelle(n): EHESS/Cassini bis 1999, INSEE ab 2006 Anmerkung(en): Ab 1962 offizielle Zahlen ohne Einwohner mit Zweitwohnsitz |                                                           |                                                           |                                                           |                                                           |

Die Einwohnerzahl der Gemeinde erreichte den 1970er Jahren ihren niedrigsten Wert und nahm danach wieder langsam zu.

## Sehenswürdigkeiten
- Kirche Saint-Michel aus dem Jahr 1866, Teile der Apsis aus dem 11. Jahrhundert
- Torburg aus dem 15. Jahrhundert, Fassaden und Dächer seit 1973 als Monument historique eingeschrieben
- Ein Aussichtsturm unterhalb der Kirche mit Blick auf das Tal der Loire, 2002 erbaut
- Schloss Planchoury aus dem 18. Jahrhundert
- Schloss Montbrun aus dem 20. Jahrhundert
- Herrenhaus Banchereau aus dem 17. Jahrhundert
- Zwei ehemalige Wassermühlen über der Roumer

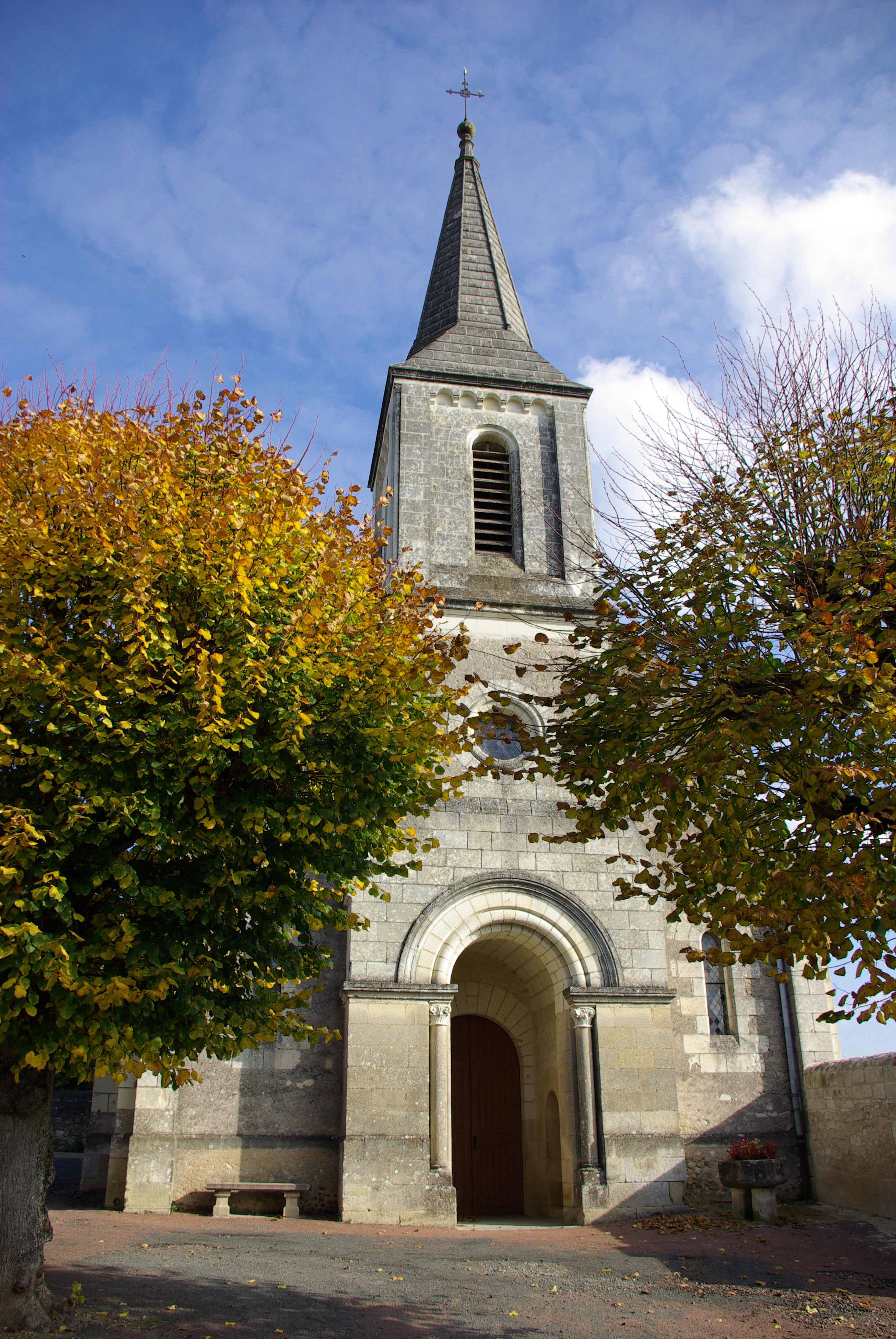
Kirche Saint-Michel
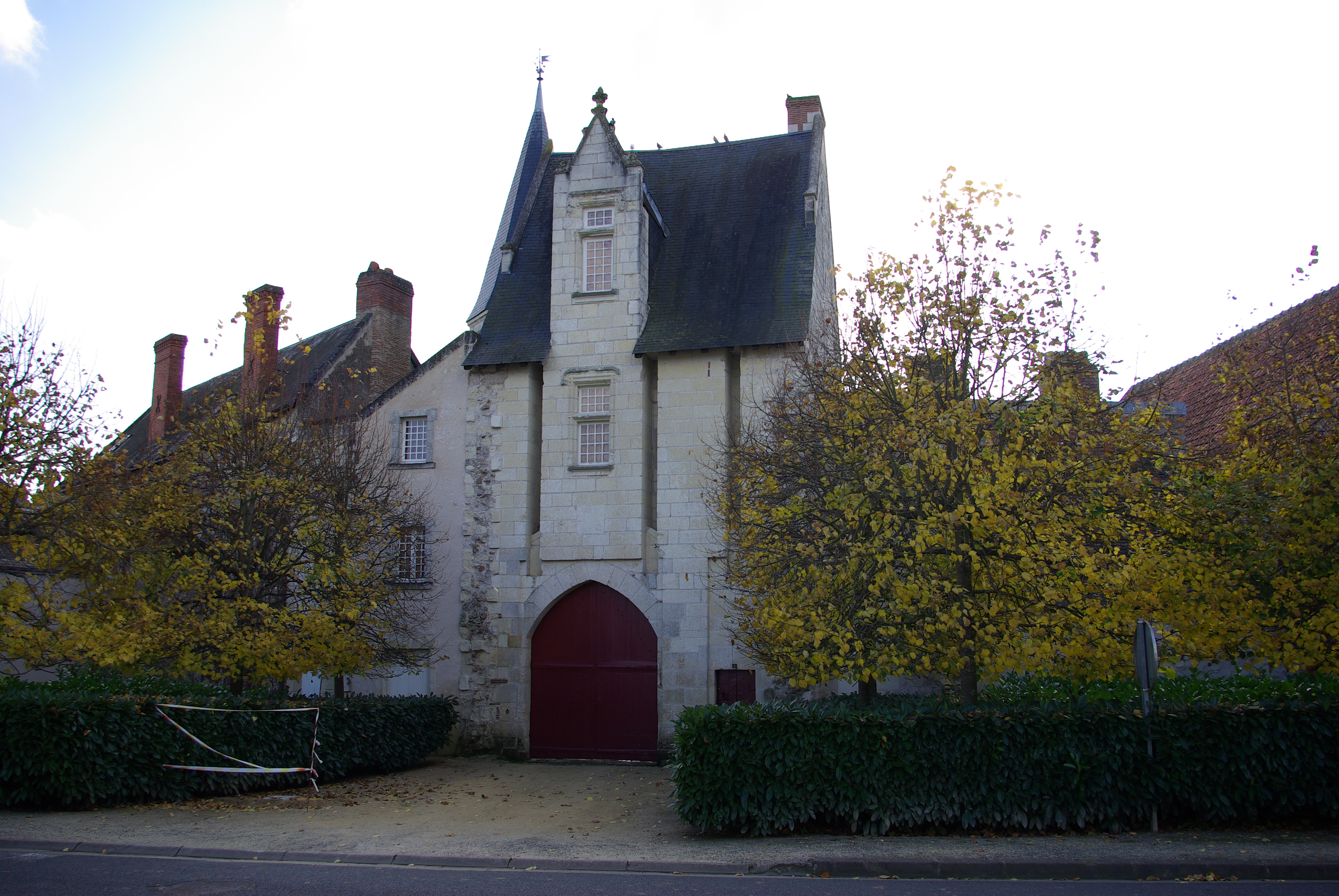
Torburg